# Gina (personagem)
Maria Angelina "Gina" Carvalho foi uma personagem fictícia da série A Grande Família da Rede Globo. Era interpretada por Natália Lage.

## História
Maria Angelina Carvalho, a Gina, nasceu em um “berço de ouro”, pois é filha de um empresário chamado Vitório (Giulio Lopes), dono de um restaurante. Sua mãe é a dondoca Carmela (Ângela Dip).
Filha única, cresceu em um condomínio de luxo na zona sul do Rio de Janeiro, onde sempre foi mimada pelos pais, que sempre planejaram o seu futuro. Na verdade, a maior pressão vem do lado de seu pai, que tenta proteger a sua filha e tenta dizer o que ela tem que fazer.
Quando Gina começou a namorar Fumaça (Rodrigo Penna), seus pais não o aceitaram, pois ele não seria o homem ideal para a filha, já que ele era um rapaz sem rumo na vida. Mas Gina, que tem uma personalidade forte, continuou com ele mesmo assim. Foi desse jeito, que Gina conheceu Tuco (Lúcio Mauro Filho), até então amigo de Fumaça. Mas em um primeiro instante, Tuco viu em Gina a sua chance de ascensão, pois ela possui dupla nacionalidade (brasileira e italiana). O plano era simples: Fumaça iria “emprestar” a namorada para casar com Tuco e, assim, o último iria ter passaporte garantido para a Europa, podendo mudar de vida por lá. Mas o plano não apenas deu errado, como fez Gina e Tuco ficarem mais próximos.
Com isso, Gina se viu dividida entre seu antigo amor (Fumaça) e sua nova paquera (Tuco), o que a fez ter uma ideia: namorar os dois. Essa foi a opção que ela deu, e que os dois, não vendo outra saída, pois estavam afim dela, aceitaram. Mas, com o tempo, a vida do trio não deu muito certo. Os dois rapazes viviam brigando por atenção da moça, o que fez com que ela tivesse que decidir, de fato, com quem iria ficar. Sua opção foi o Tuco.
A vida do novo casal ia bem, mesmo com as constantes brigas infantis de ciúme, até que Gina pediu abrigo na casa de Nenê (Marieta Severo) e Lineu (Marco Nanini) para viver por um tempo enquanto o seu pai estava na Itália, o que era na realidade uma mentira, descoberta apenas porque o seu pai chamou a polícia para ir atrás do namorado dela, pois o mesmo achava que o namorado a havia seqüestrado e que o nome do bandido em questão era Fumaça. Mas Gina havia fugido apenas, e já não namorava mais o Fumaça, e sim Tuco. Mesmo assim, Vitório não o via como um bom partido, já que o jovem nem trabalhava.
A fim de tornar-se um pouco mais responsável, Tuco passou a trabalhar no Pet Shop de Lineu, o que fez Gina se sentir orgulhosa. Com o tempo, Tuco começou a querer aumento, mas Lineu não concordava com isso, pois achava que ele deveria ser mais maduro no trabalho e menos preguiçoso, o que fez com que o jovem se mudasse para o apartamento da namorada. Lá, os dois começaram a trocar ideia sobre o aumento negado pelo pai do rapaz (Gina era sócia de Lineu no Pet Shop). No jantar, que foi feito para Tuco pedir aumento, Nenê escuta uma conversa particular entre Tuco e Gina, e acaba falando para o marido que os dois querem se casar. Essa confusão acabou fazendo com que os dois brigassem. A briga acabou se repetindo mais tarde quando novamente um desentendimento entre os dois, ocasionado por Dona Nenê, ocorreu. Na realidade, os dois estavam assustados com uma possibilidade de casamento. Entretanto, no final desse episódio, Tuco resolveu pedir a mão de Gina em casamento, e desde então, os dois são noivos.
Trabalha como comissária de bordo, e constantemente enfrenta algumas piadinhas ao seu respeito em relação à Tuco, já que namora ele desde 2006, ficou noiva dois anos depois, mas que até agora, não casou, o que faz com que ela não seja exatamente da família.
Tuco resolveu trancar a faculdade, e com isso criou uma fúria em Lineu, sendo assim, o filho mais novo de Nenê resolveu sair de casa e foi morar com Gina, o que ocasionou em uma nova confusão entre os dois. Então, Tuco saiu da casa de sua namorada e pediu abrigo a irmã Bebel (Guta Stresser) e, ainda começou a trabalhar com Agostinho (Pedro Cardoso) na frota de táxi. Para mostrar que está mais responsável, principalmente para a namorada, ele resolveu sair de casa e morar com Paulão, o que deixou Gina irritada: ela queria que Tuco fosse morar com ela. Na verdade, mesmo mais maduro, agora ele tem medo de morar com ela e sentir-se como casado.

## Personalidade
Ela, aparentemente, sempre foi uma filha mimada. E, talvez, por causa disso, ela seja um pouco rebelde, já que não agüenta a pressão de seus pais, o motivo principal para ter saído de casa. Essa rebeldia reflete até no seu passado, já que segundo seu pai ela “teve amizades muito complicadas, desde o tempo da escola” (episódio: “A Dama e o Vagabundo”).
Gina é uma mulher alegre, descolada e moderna, tudo isso fica muito claro em suas opiniões e atitudes, como por exemplo, no fato de ter tido dois namorados ao mesmo tempo ou de não ver problema em seu namorado levá-la para um clube de streaptease.
Suas roupas transparecem muito a sua personalidade, seu segundo vestido de noiva, por exemplo, foi bem moderno, típico da personagem.
É uma moça muito responsável e estudiosa, tanto que agora é comissária de bordo.
Não gostaria de ser sustentada pelos seus pais, por isso tomou uma radical decisão: morar sozinha, em quarto alugado. Quer casar e morar longe de seus pais, que desejavam que ela morasse em um apartamento no mesmo condomínio que eles. Mas como ela é bastante decidida e independente, decidiu viver por conta própria.

## Moda
A personagem vem se destacando por conta de seus modelitos ousados. Por ser uma garota moderna e descolada, Gina é sempre vista usando roupas ousadas, mas que refletem a atual moda dos jovens.
Mas o que vem chamando mais atenção nas telespectadoras, são os cabelos dela, que passou a usar um corte de cabelo chamado ombré hair, estilo que deixa as pontas dos cabelos mais claras e a raiz mais escura. Um estilo ousado, mas que ficou perfeito na moça.

## Relações

### Artur Silva (Tuco)
Vivem brigando, mas se amam e estão juntos desde a 6° Temporada. Já tentaram se casar duas vezes: a primeira foi na tentativa dele de conseguir o passaporte (foi quando se conheceram), a segunda seria oficial, mas Vitório passou mal quando entrava na igreja com a filha (recebeu uma ligação enquanto entrava na igreja com sua filha, recebeu a notícia de que tinha entrado em falência por conta da crise econômica de 2008). Atualmente são noivos, mas já chegaram a terminar algumas vezes, na maioria das vezes por desconfiança de um dos dois.

### Irene de Souza Silva (Dona Nenê) e Lineu Silva
Ela tem um respeito muito grande pelos seus possíveis futuros sogros. Mas em algumas situações entra em conflito com Nenê (que de vez em quando tem ciúme de seu filho). Com Lineu, ela se entende muito bem, já que os dois mostram muita responsabilidade, mesmo que a menina mostre de vez em quando um pouco de infantilidade quando briga com seu namorado. Essa aproximação deles fez com que ela chegasse a trabalhar no Pet Shop de Lineu: os dois se tornaram sócios. Mas com a crise econômica de 2008, ele resolveu fechar a loja e voltar para a repartição. Diversas vezes, os sogros já se meteram na relação dela com o filho deles, causando mais confusão que antes.

### Agostinho Carrara e Maria Isabel da Silva Carrara (Bebel)
Apesar de já estar na família há bastante tempo, não dá pra dizer até que ponto vai a relação dela com os dois. Mas pelo pouco que passou nos episódios já se sabe que de todas as pretendentes de Tuco ela é a que menos cai nas confusões de Agostinho, ela é mais pé no chão, assim como o Lineu. Chegou inclusive a bater de frente com Agostinho quando achou que ele explorava o seu noivo. Já com Bebel, ela já mostrou um pouco mais de aproximação, como da vez que ela suspeitou que estivesse grávida e resolveu conversar com a irmã de Tuco, já que elas parecem se dar bem.